# Biserica Sfântul Ioan Botezătorul din Ciocadia

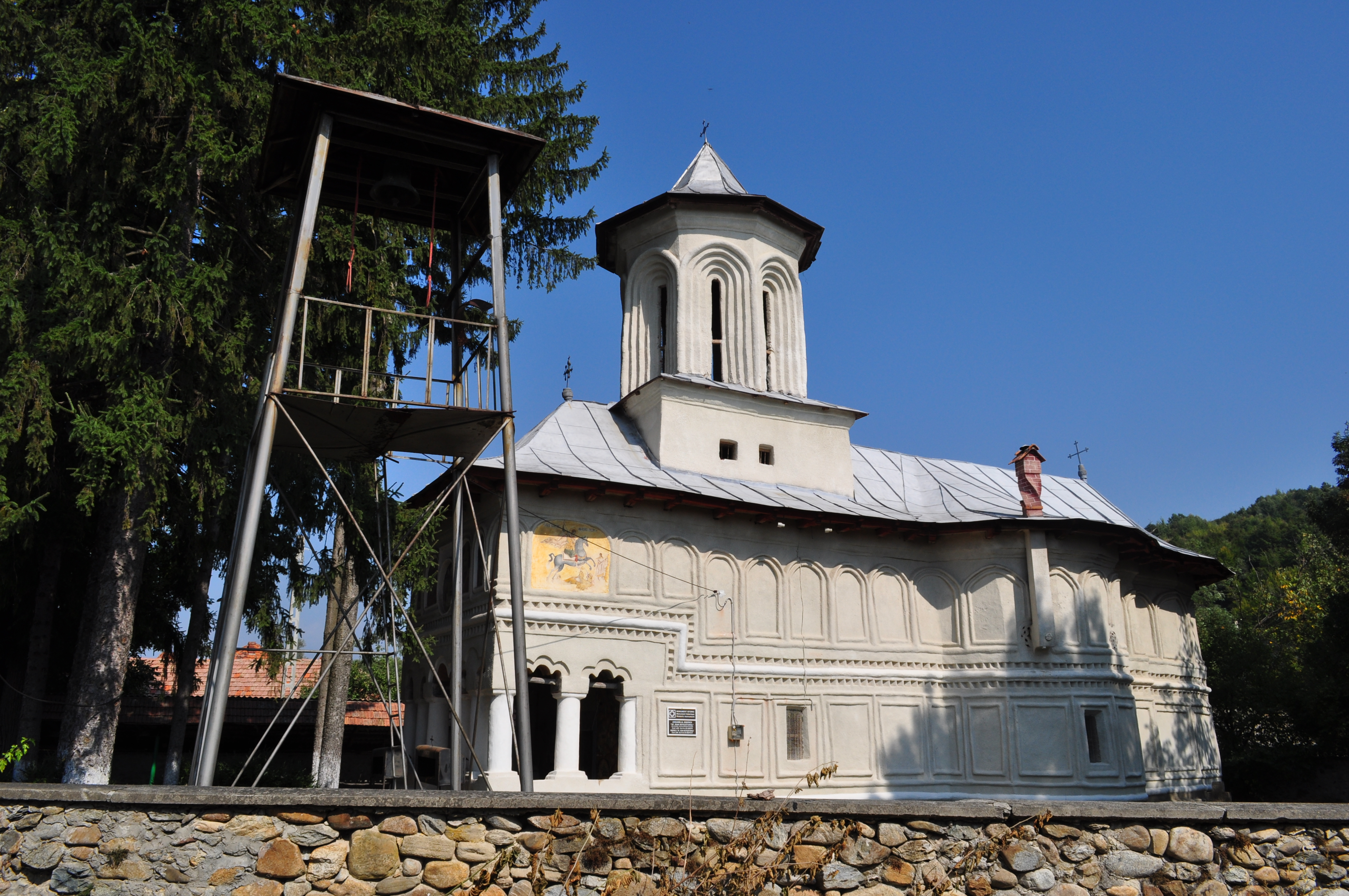
Biserica „Sf. Ioan Botezătorul” din Ciocadia, comuna Bengești-Ciocadia, județul Gorj, foto: septembrie 2011.

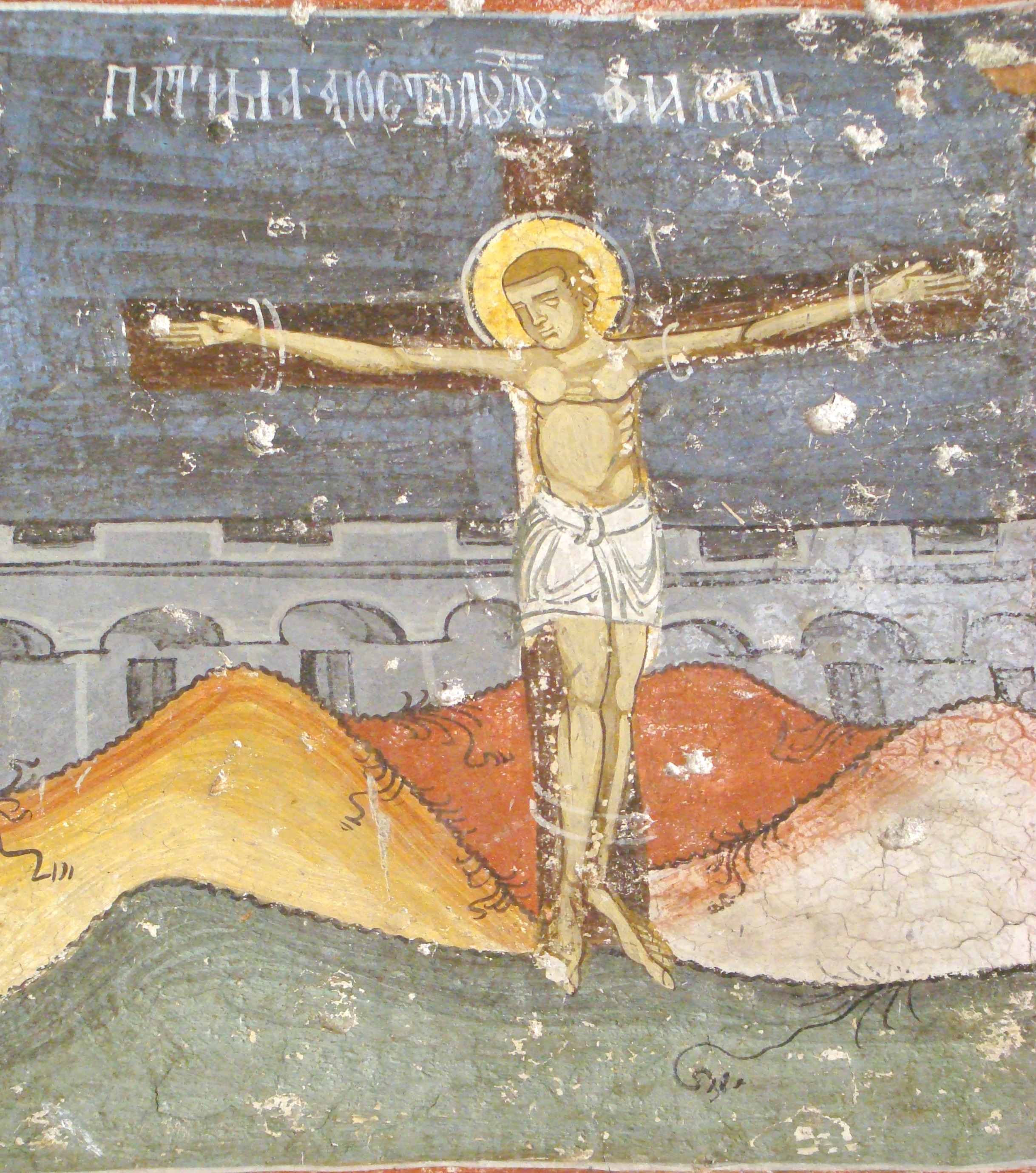
Pictura exterioară

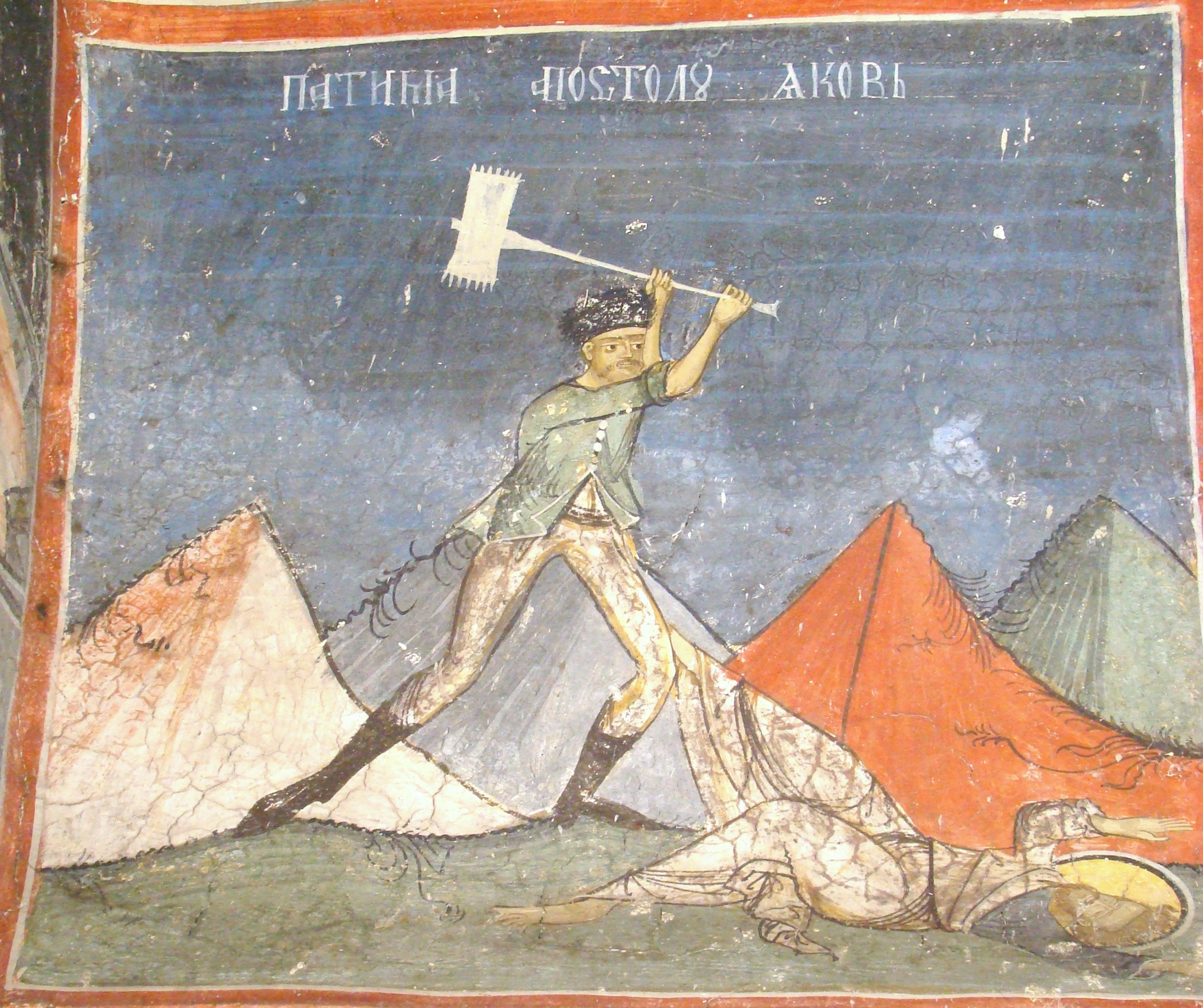
Pictura exterioară

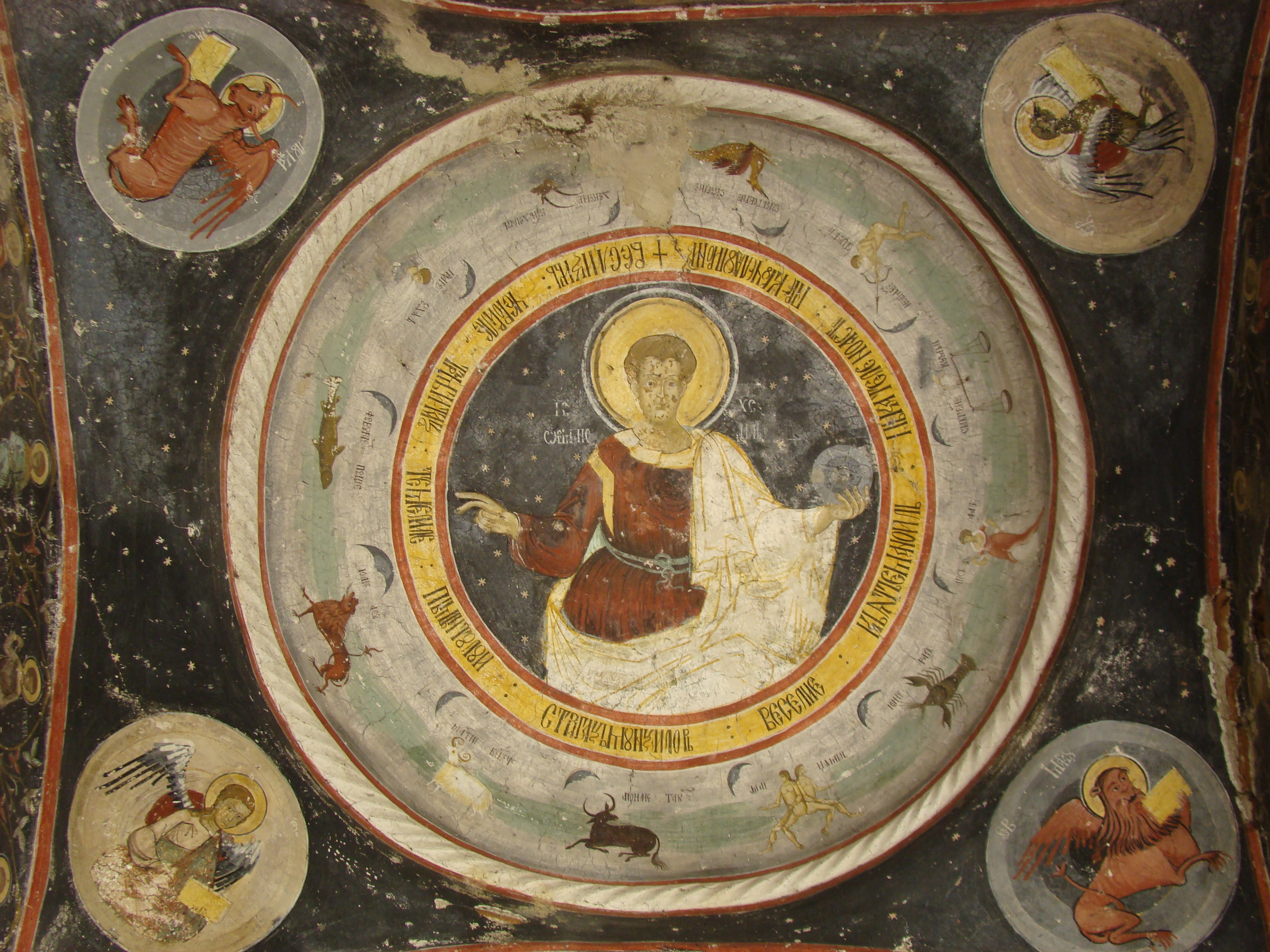
Pictura exterioară

Biserica „Sf. Ioan Botezătorul” din Ciocadia, comuna Bengești-Ciocadia, județul Gorj, a fost construită în 1808. Lăcașul de cult figurează pe lista monumentelor istorice 2010, cod LMI GJ-II-m-B-09276.01.

## Imagini din exterior

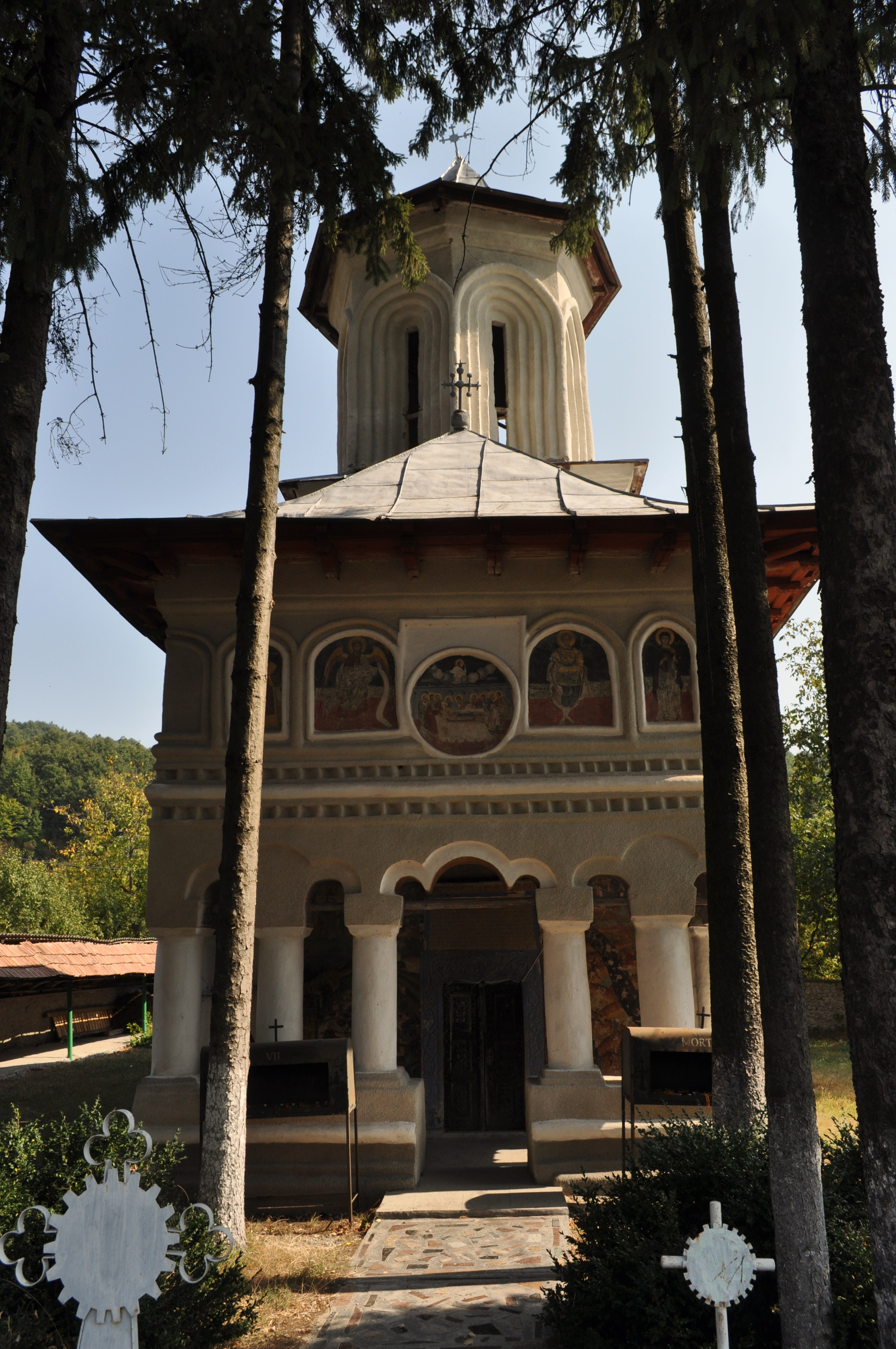
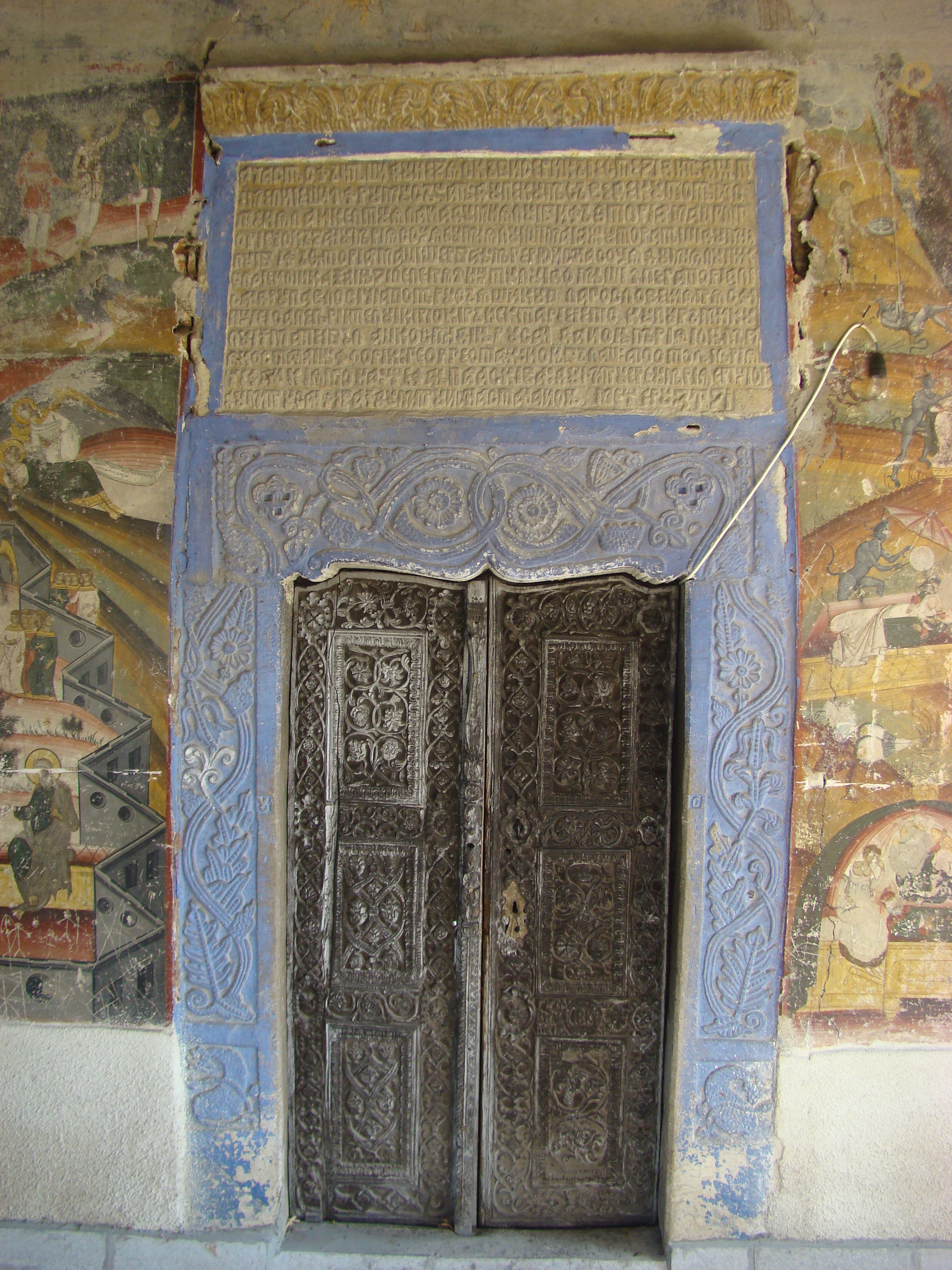
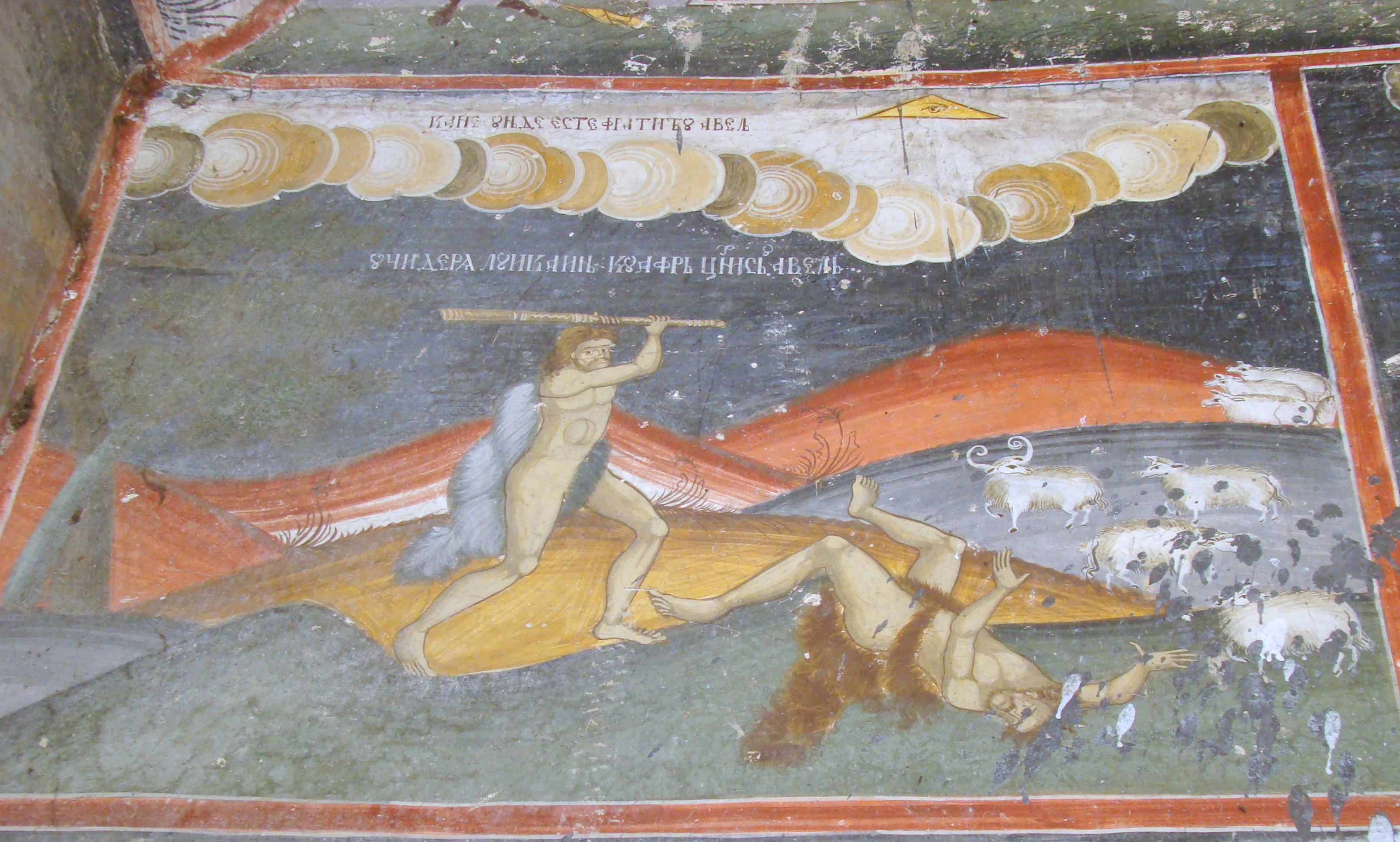
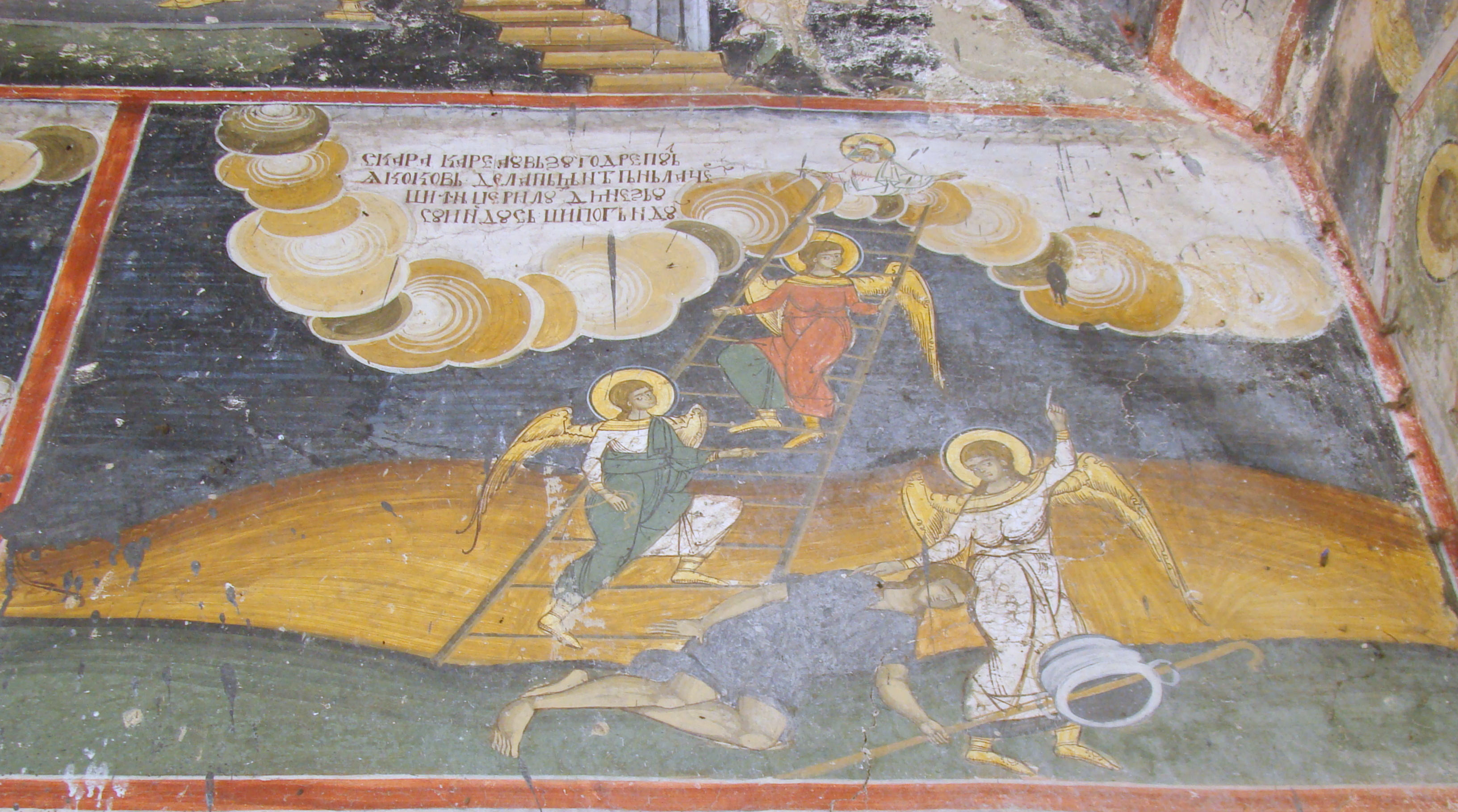
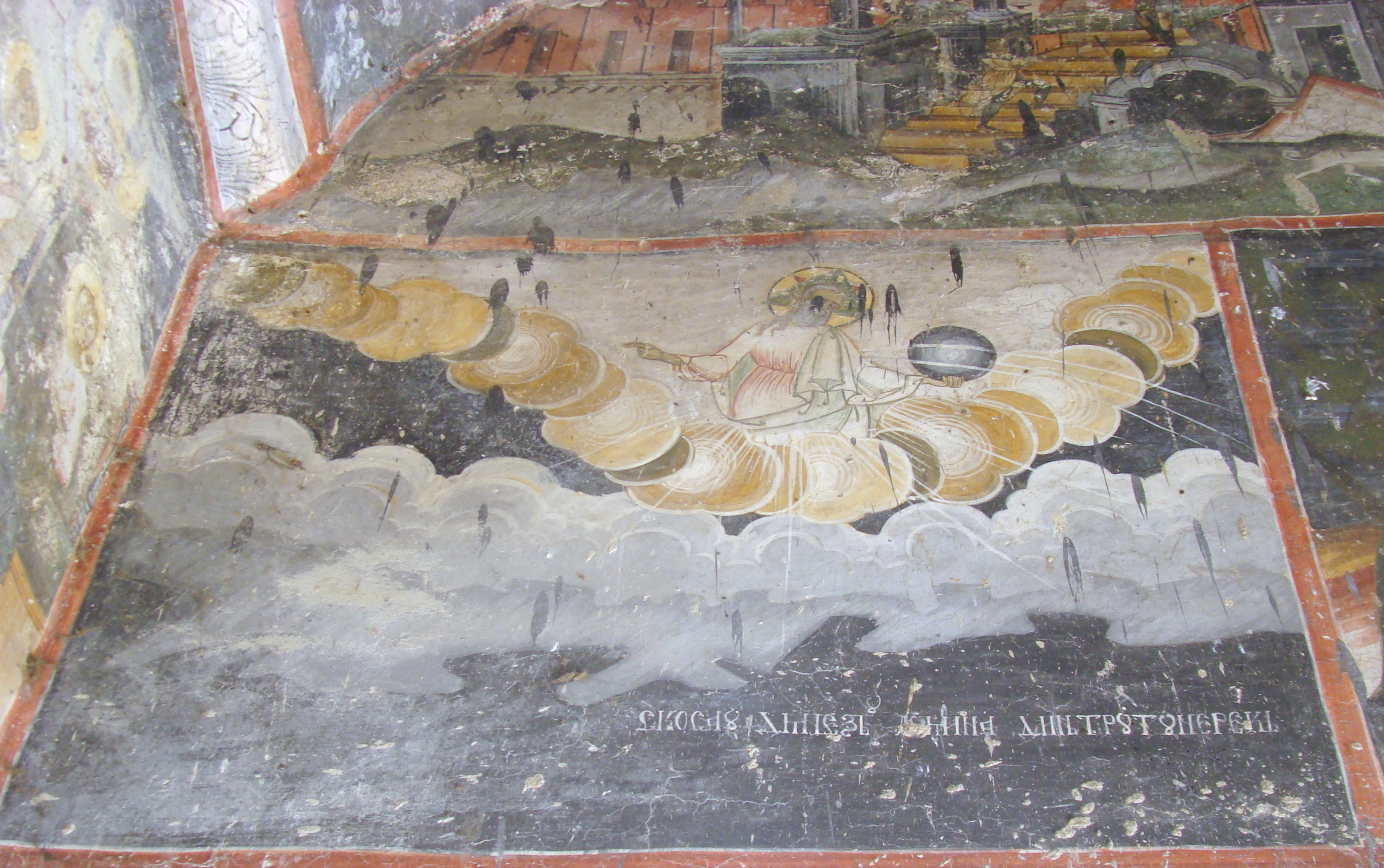
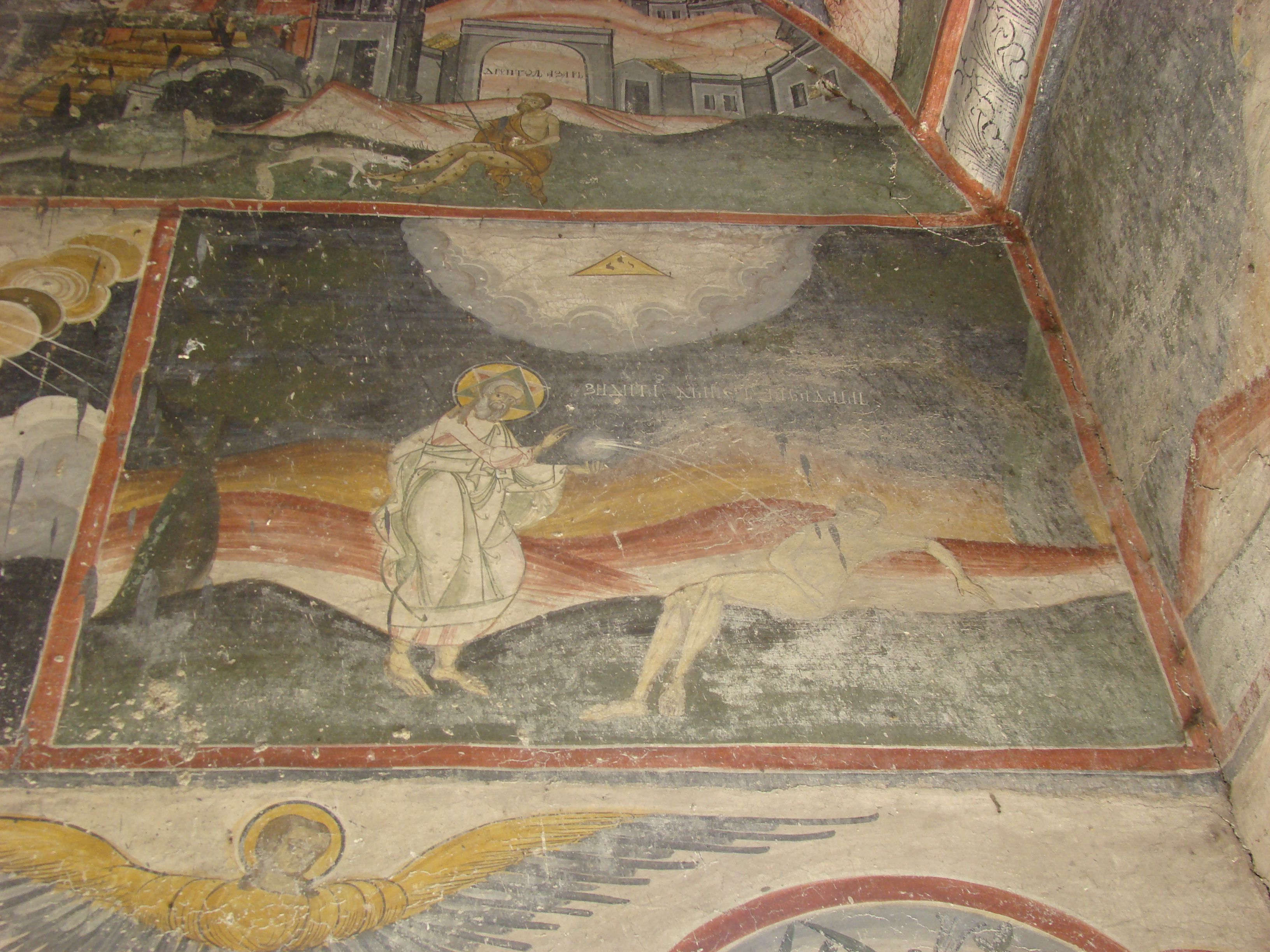
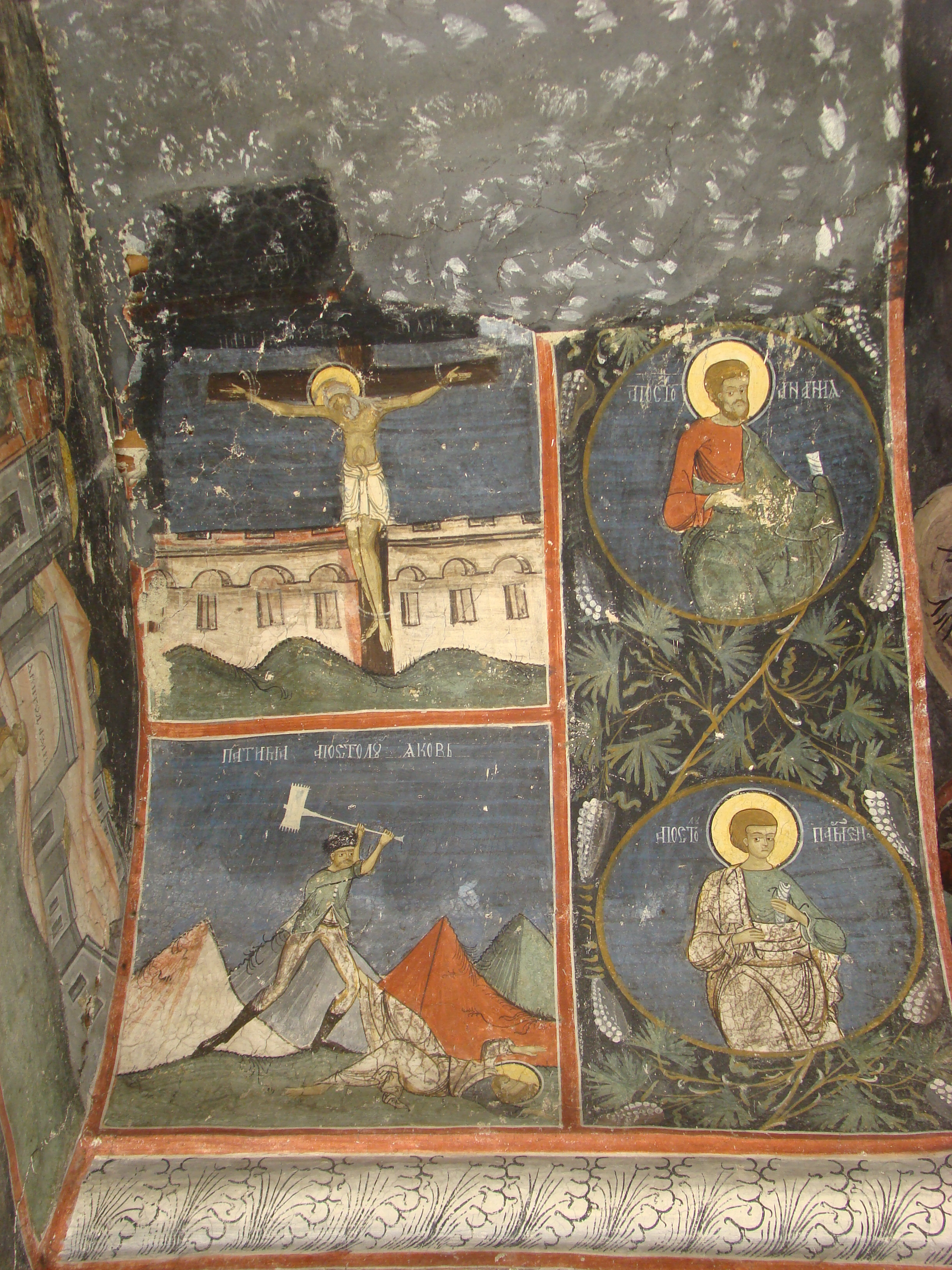
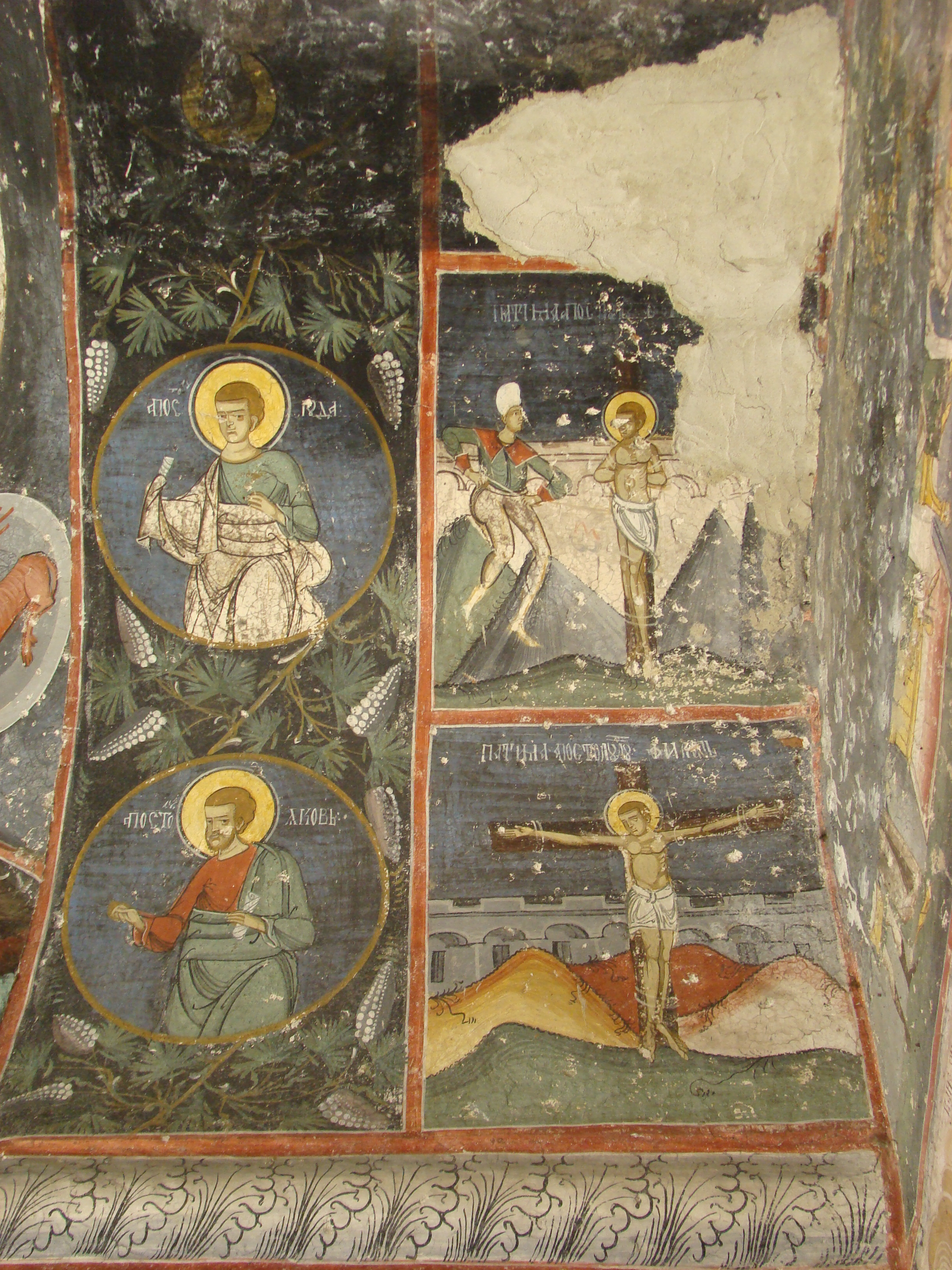
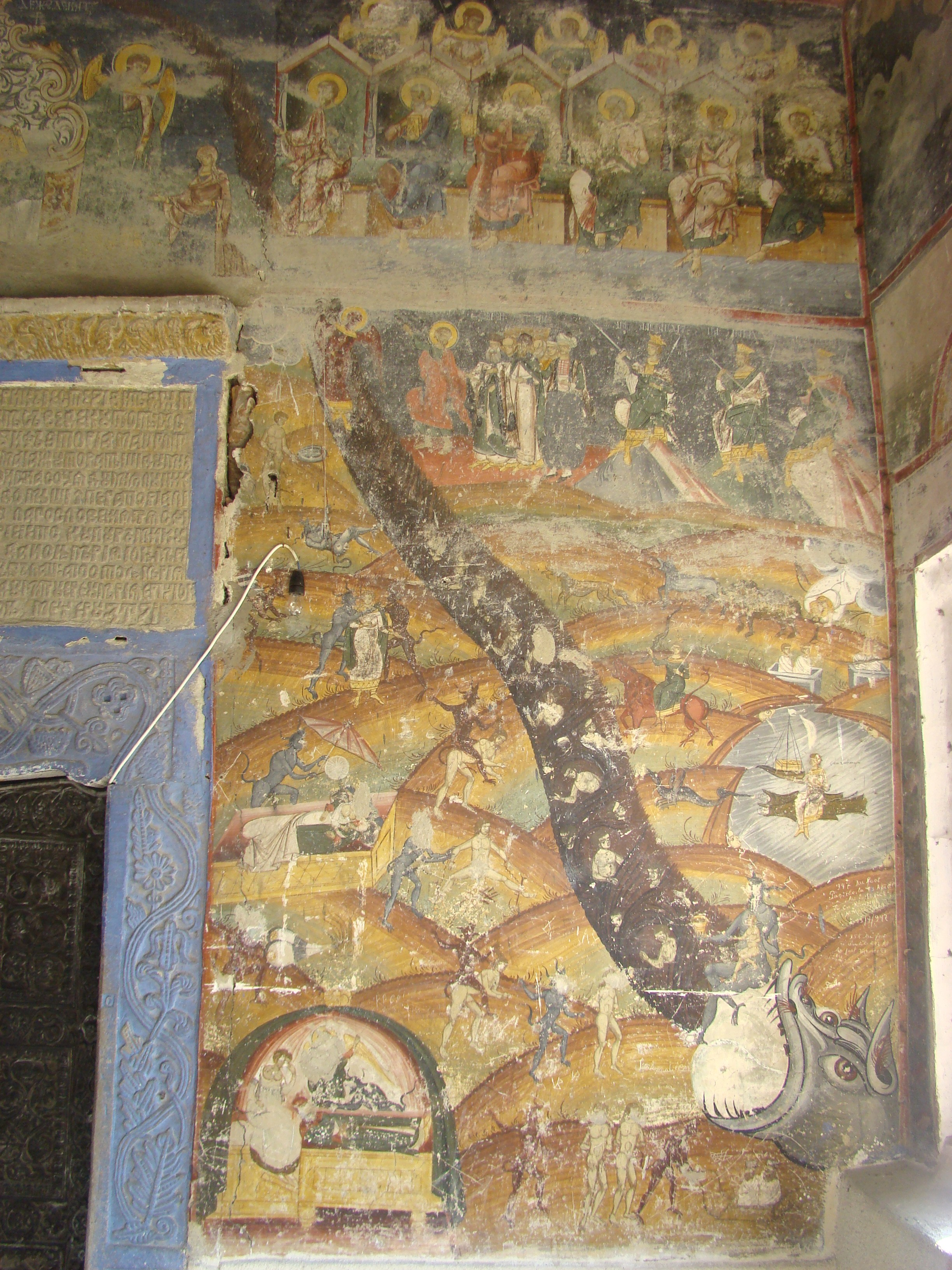
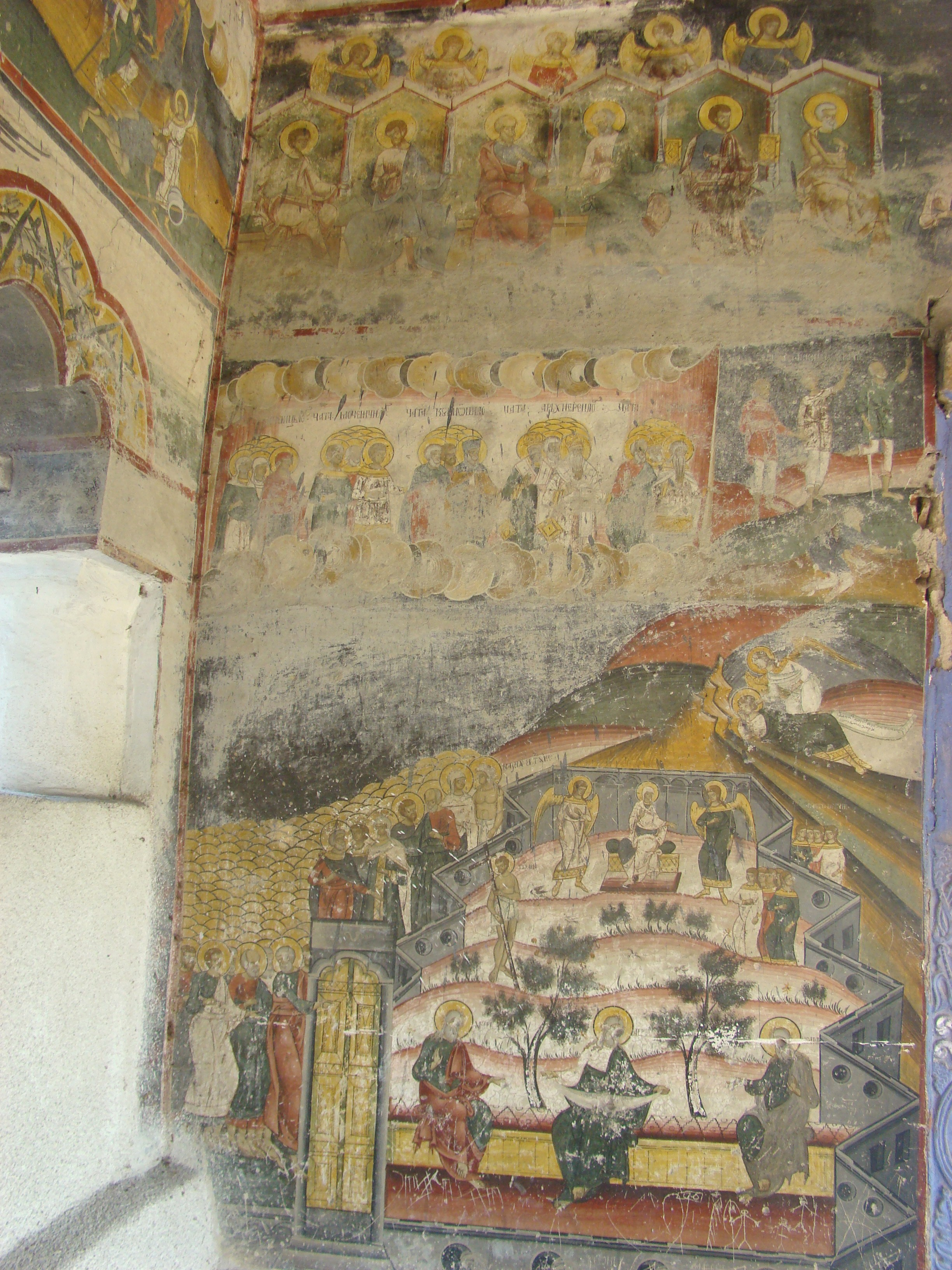
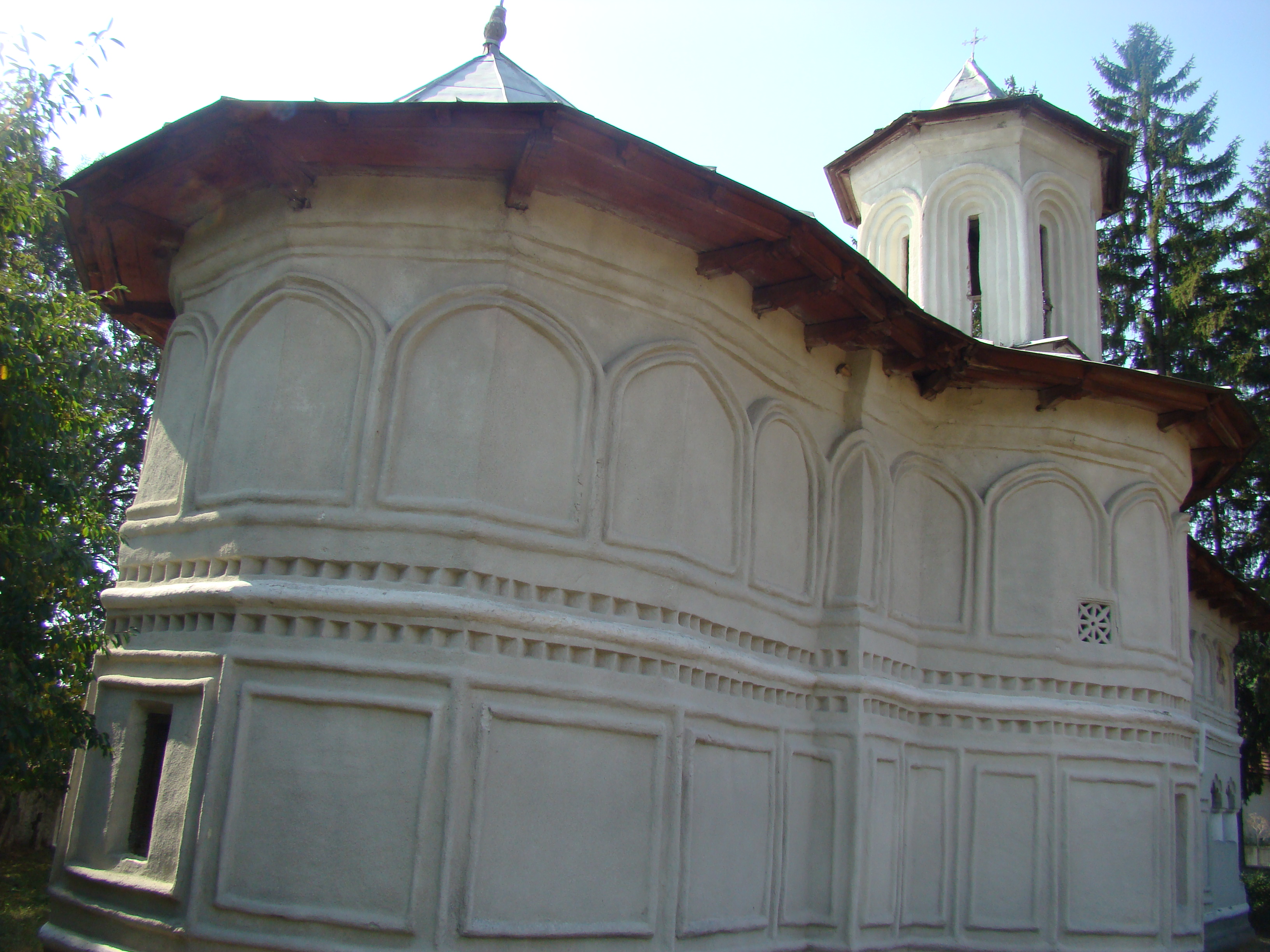